# Gaël Le Bellec
Pour les articles homonymes, voir Bellec.
Gaël Le Bellec, né le 6 avril 1988 à Entrechaux, est un duathlète professionnel franco-britannique, avec une nationalité sportive française. Il est sacré triple champion du monde de duathlon longue distance en 2014, 2015 et 2018.

## Biographie

### Jeunesse
Gaël Le Bellec fait ses preuves en sport dans le cyclisme, spécialement sur route et en cross-country. Après deux ans en 2009 et 2010, chez l'équipe des Côtes d'Armor-Marie Morin, il rejoint l'équipe cycliste Raleigh GAC, équipe continentale britannique fin 2010, devenant le deuxième coureur de l'équipe Côtes-d'Armor à devenir professionnel après Armindo Fonseca,. Un an plus tard, il est licencié par l'équipe, à cause des restrictions financières. Quatre jours plus tard, il est récupéré par son ancienne équipe.
Après plusieurs victoires en 2012, Gaël Le Bellec rejoint le Comité de Bretagne du cyclisme en 2013. Directeur sportif et entraîneur des femmes, le franco-britannique délaisse peu à peu le cyclisme pour réaliser des compétitions de trail et de duathlon.

### Carrière professionnelle
En 2014, Gaël Le Bellec participe à son deuxième duathlon individuel, à l'occasion des championnats de France longue distance ; à la surprise générale, il s'impose à Cambrai devant le multiple champion national Anthony Le Duey et remporte son premier titre national chez les seniors en duathlon,. Lors du Powerman Duathlon, épreuve-support des championnats du monde 2014, le Français étale une fois de plus sa suprématie, s'imposant devant les plus grandes références mondiales,, suivant les traces de Sandra Levenez et de Benoît Nicolas, deux anciens coureurs de cross-country bretons, reconvertis dans le duathlon.
En 2015, il quitte Pontivy pour rejoindre le club de Gonfreville-l'Orcher. Arrivant en favori et en tenant du titre pour les championnats de France, il doit abandonner durant l'épreuve, percuté par une voiture. Toutefois, lors des championnats du monde 2015, Gaël Le Bellec parvient à conserver son titre, distançant ses derniers adversaires dans la partie cycliste.

## Palmarès en duathlon
Le tableau présente les résultats les plus significatifs (podium) obtenus sur le circuit international de duathlon et de triathlon depuis 2014.
| Année | Compétition                                       | Pays   | Position      | Temps           |
| ----- | ------------------------------------------------- | ------ | ------------- | --------------- |
| 2018  | Championnats du monde de duathlon longue distance | Suisse | Médaille d'or | 6 h 7 min 50 s  |
| 2018  | Powerman Duathlon                                 | Suisse | Médaille d'or | 6 h 7 min 50 s  |
| 2015  | Championnats du monde de duathlon longue distance | Suisse | Médaille d'or | 6 h 20 min 36 s |
| 2015  | Powerman Duathlon                                 | Suisse | Médaille d'or | 6 h 20 min 36 s |
| 2014  | Championnats du monde de duathlon longue distance | Suisse | Médaille d'or | 6 h 21 min 47 s |
| 2014  | Powerman Duathlon                                 | Suisse | Médaille d'or | 6 h 21 min 47 s |
| 2014  | Championnat de France de duathlon (L)             | France | Médaille d'or | 3 h 21 min 13 s |

## Palmarès en cyclisme
- 2006
  - Trophée Louison-Bobet
- 2008
  - Plaintel-Plaintel
- 2014
  - 3e du Tour de Nouvelle-Calédonie